# مقدرة
مقدرة بلدية جزائرية في ولاية سيدي بلعباس شمال غرب الجزائر.